# مارتین (اوهایو)
مارتین (به انگلیسی: Martin) یک منطقهٔ مسکونی در ایالات متحده آمریکا است که در شهرستان اتاوا، اوهایو واقع شده‌است.